# 네코타 긴파치
네코타 긴파치(猫田 銀八)는 《더 파이팅》에 등장하는 등장인물으로, 투니버스 더빙판 이름은 '고양일'.

## 담당 성우
나가이 이치로 / 이재용

## 소개
카모가와 겐지의 절친이자 라이벌으로, 잇뽀 일행들이 산으로 수행을 하러 왔을 때 첫 등장한다.